# Province de Cautín
La province de Cautín fait partie de la région d'Araucanie au Chili. C'est une des provinces les plus peuplées du Sud du pays ; la population se concentre dans la capitale Temuco, qui regroupe aujourd'hui plus de 300 000 habitants dans son agglomération.

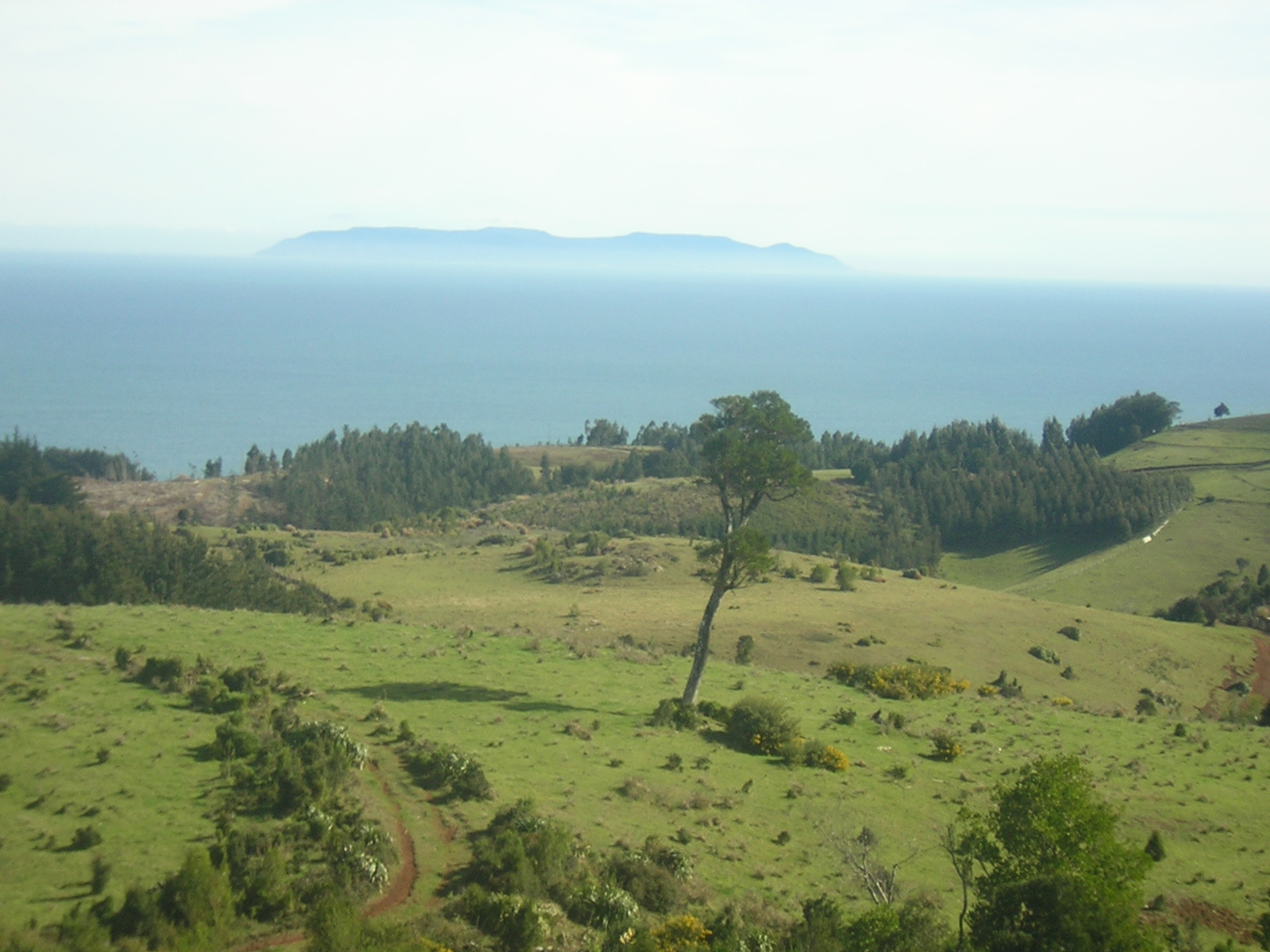
Zone côtière de Carahue

## Communes
La province comprend les communes suivantes : 
- Temuco, capitale provinciale
- Carahue
- Cholchol, créée en 2004
- Cunco
- Curarrehue
- Freire
- Galvarino
- Gorbea
- Lautaro
- Loncoche
- Melipeuco
- Nueva Imperial
- Padre Las Casas
- Perquenco
- Pitrufquén
- Pucón
- Saavedra
- Teodoro Schmidt
- Toltén
- Vilcún
- Villarrica